# Duško Tošić
Duško Tošić (đọc theo tiếng Serbia: Душко Тошић; sinh ngày 19 tháng 1 năm 1985 ở Zrenjanin, Serbia) là một cầu thủ bóng đá người Serbia hiện đang chơi cho Beşiktaş và đội tuyển Serbia.Mặc dù sinh ở Zrenjanin, song Tosic lại lớn lên ở vùng gần ngôi làng Orlovat. Anh chơi ở vị trí hậu vệ.
Trước đây, anh chơi cho OFK Beograd và Sochaux.
Anh chuyển tới Werder Bremen ở mùa giài 2007-2008, ở đây anh ký hợp đồng cho tới năm 2011.
Anh có trận đấu ra mắt trong màu áo đội tuyển trong trận gặp Na Uy vào ngày 15 tháng 11 năm 2006, trận đấu kết thúc với tỉ số hòa 1-1.
Anh cưới ca sĩ người Serbia Jelena Karleuša vào tháng 6 năm 2008 và đã có 2 cô con gái.

## Thống kê sự nghiệp

### Câu lạc bộ
Tính đến 7 tháng 5 năm 2018
| Câu lạc bộ          | Mùa giải            | Giải đấu | Giải đấu | Cúp quốc gia | Cúp quốc gia | Châu Âu | Châu Âu | Khác | Khác | Tổng cộng | Tổng cộng |
| Câu lạc bộ          | Mùa giải            | Trận     | Bàn      | Trận         | Bàn          | Trận    | Bàn     | Trận | Bàn  | Trận      | Bàn       |
| ------------------- | ------------------- | -------- | -------- | ------------ | ------------ | ------- | ------- | ---- | ---- | --------- | --------- |
| OFK Beograd         | 2002–03             | 14       | 0        | ?            | ?            | 0       | 0       | 0    | 0    | 14        | 0         |
| OFK Beograd         | 2003–04             | 25       | 2        | ?            | ?            | 0       | 0       | 0    | 0    | 25        | 2         |
| OFK Beograd         | 2004–05             | 24       | 2        | ?            | ?            | 0       | 0       | 0    | 0    | 24        | 2         |
| OFK Beograd         | 2005–06             | 17       | 2        | ?            | ?            | 0       | 0       | 0    | 0    | 17        | 2         |
| OFK Beograd         | Tổng cộng           | 80       | 6        | ?            | ?            | 0       | 0       | 0    | 0    | 80        | 6         |
| Sochaux             | 2005–06             | 14       | 0        | ?            | ?            | 0       | 0       | 0    | 0    | 14        | 0         |
| Sochaux             | 2006–07             | 26       | 1        | ?            | ?            | 0       | 0       | 0    | 0    | 26        | 1         |
| Sochaux             | Tổng cộng           | 40       | 1        | ?            | ?            | 0       | 0       | 0    | 0    | 40        | 1         |
| Werder Bremen       | 2007–08             | 12       | 0        | 2            | 0            | 6       | 0       | 0    | 0    | 20        | 0         |
| Werder Bremen       | 2008–09             | 9        | 0        | 1            | 0            | 1       | 0       | 0    | 0    | 11        | 0         |
| Werder Bremen       | 2009–10             | 1        | 0        | 0            | 0            | 0       | 0       | 0    | 0    | 1         | 0         |
| Werder Bremen       | Tổng cộng           | 22       | 0        | 3            | 0            | 7       | 0       | 0    | 0    | 32        | 0         |
| Q.P.R. (mượn)       | 2009–10             | 5        | 0        | 0            | 0            | 0       | 0       | 0    | 0    | 5         | 0         |
| Q.P.R. (mượn)       | Tổng cộng           | 5        | 0        | 0            | 0            | 0       | 0       | 0    | 0    | 5         | 0         |
| Red Star            | 2010–11             | 25       | 1        | 3            | 0            | 2       | 0       | 0    | 0    | 30        | 1         |
| Red Star            | 2011–12             | 16       | 1        | 3            | 0            | 4       | 0       | 0    | 0    | 23        | 1         |
| Red Star            | Tổng cộng           | 41       | 2        | 6            | 0            | 6       | 0       | 0    | 0    | 53        | 2         |
| Betis (mượn)        | 2011–12             | 1        | 0        | 1            | 0            | 0       | 0       | 0    | 0    | 2         | 0         |
| Betis (mượn)        | Tổng cộng           | 1        | 0        | 1            | 0            | 0       | 0       | 0    | 0    | 2         | 0         |
| Gençlerbirliği      | 2012–13             | 33       | 1        | 2            | 0            | 0       | 0       | 0    | 0    | 35        | 1         |
| Gençlerbirliği      | 2013–14             | 28       | 0        | 0            | 0            | 0       | 0       | 0    | 0    | 28        | 0         |
| Gençlerbirliği      | 2014–15             | 29       | 1        | 2            | 0            | 0       | 0       | 0    | 0    | 31        | 1         |
| Gençlerbirliği      | Tổng cộng           | 90       | 2        | 4            | 0            | 0       | 0       | 0    | 0    | 94        | 2         |
| Beşiktaş            | 2015–16             | 15       | 0        | 7            | 0            | 2       | 0       | 0    | 0    | 24        | 0         |
| Beşiktaş            | 2016–17             | 26       | 2        | 1            | 0            | 12      | 0       | 1    | 0    | 40        | 2         |
| Beşiktaş            | 2017–18             | 25       | 5        | 2            | 0            | 7       | 0       | 1    | 0    | 35        | 5         |
| Beşiktaş            | Tổng cộng           | 66       | 7        | 10           | 0            | 21      | 0       | 2    | 0    | 99        | 7         |
| Tổng cộng sự nghiệp | Tổng cộng sự nghiệp | 352      | 18       | 24           | 0            | 34      | 0       | 2    | 0    | 412       | 18        |

### Đội tuyển quốc gia
| Đội tuyển quốc gia Serbia | Đội tuyển quốc gia Serbia | Đội tuyển quốc gia Serbia |
| Năm                       | Trận                      | Bàn                       |
| ------------------------- | ------------------------- | ------------------------- |
| 2006                      | 1                         | 0                         |
| 2007                      | 6                         | 1                         |
| 2008                      | 2                         | 0                         |
| 2009                      | 0                         | 0                         |
| 2010                      | 0                         | 0                         |
| 2011                      | 0                         | 0                         |
| 2012                      | 2                         | 0                         |
| 2013                      | 0                         | 0                         |
| 2014                      | 3                         | 0                         |
| 2015                      | 3                         | 0                         |
| 2016                      | 2                         | 0                         |
| 2017                      | 2                         | 0                         |
| 2018                      | 5                         | 0                         |
| Tổng cộng                 | 26                        | 1                         |

### Bàn thắng quốc tế
| #  | Ngày                 | Địa điểm                                       | Đối thủ    | Bàn thắng | Kết quả | Giải đấu            |
| -- | -------------------- | ---------------------------------------------- | ---------- | --------- | ------- | ------------------- |
| 1. | 17 tháng 10 năm 2007 | Sân vận động Tofik Bakhramov, Baku, Azerbaijan | Azerbaijan | 1–0       | 6–0     | Vòng loại Euro 2008 |